# قانون اساسی ایالت واشینگتن

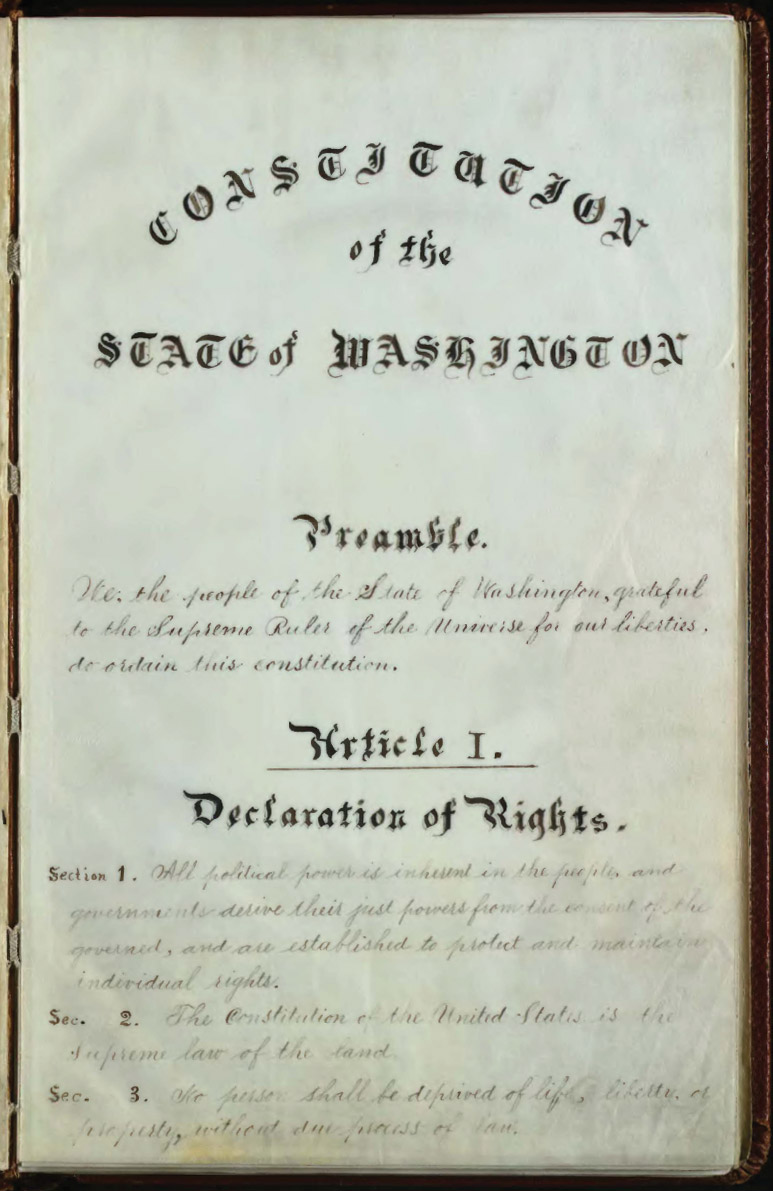
صفحه‌ای از قانون اساسی در سال ۱۸۸۹

قانون اساسی ایالت واشینگتن سندی است که ساختار و عملکرد دولت ایالت واشینگتن را توصیف می‌کند. قانون اساسی به عنوان قانون قلمرو واشینگتن برای اخذ ایالت شدن در سال ۱۸۸۹ به تصویب رسید. قانون اساسی قبلی نیز در سال ۱۸۷۸ تهیه و نوشته شده بود، اما هرگز به‌طور رسمی تصویب نشد.

## قانون اساسی ۱۸۷۸
در سال ۱۸۷۷ اورنج جاکوبز، نماینده قلمرو واشینگتن در کنگره ایالات متحده، درخواست اقدامی را کرد که به واشینگتن اجازه می‌داد به محض تدوین قانون اساسی ایالتی و تصویب آن توسط رأی دهندگان، به ایالت تبدیل شود. در همان زمان، مصوبه ای از سوی مجلس قانونگذاری منطقه ای واشینگتن برای تشکیل یک کنوانسیون قانون اساسی به تصویب رسید. بدون انتظار برای اقدام کنگره، رای‌دهندگان واشینگتن پانزده نماینده را انتخاب کردند که در ژوئن و ژوئیه ۱۸۷۸ در والا والا گرد هم آمدند و پیش نویس قانون اساسی را تهیه کردند.
شهروندان این قلمرو را در نوامبر ۱۸۷۸ قانون اساسی را با ۶۵۳۷ رای موافق و ۳۲۳۶ رای مخالف تصویب کردند. با این حال، کنگره ایالات متحده آمریکا لایحه ایالتی که توسط اورنچ جیکوبز ارائه شده بود را تصویب نکرد. نماینده بعدی منطقه واشینگتن، توماس اچ. برنتز، همچنین نتوانست لایحه ایالتی را با قانون اساسی ۱۸۷۸ تصویب کند. لایحه‌های بعدی ایالتی قانون اساسی ۱۸۷۸ را کنار گذاشت و در عوض خواستار تشکیل یک کنوانسیون قانون اساسی ایالتی شد.

## قانون اساسی ۱۸۸۹
در دسامبر ۱۸۸۸، کنگره قانونی را ارائه کرد تا واشینگتن، داکوتای شمالی، داکوتای جنوبی و مونتانا را به ایالت تبدیل کند. از جمله الزامات دیگر در قانون توانمندسازی ۱۸۸۹، کنگره از هر ایالت آینده خواست تا یک قانون اساسی ایالتی را پیش نویس و تصویب کند.
انتخاباتی برای انتخاب ۷۵ نماینده برای تنظیم قانون اساسی ایالت واشینگتن برگزار شد. نمایندگان منتخب در ۴ ژوئیه ۱۸۸۹ در ساختمان کنگره سرزمینی در المپیا گرد هم آمدند و در طول تابستان برای پیش نویسی قانون اساسی که پایه و اساس همهٔ قوانین آینده واشینگتن را تشکیل می‌داد، تلاش کردند. در ۲۳ اوت ۱۸۸۹، کنوانسیون کار خود را به پایان رساند. مایلز سی مور، آخرین فرماندار قلمرو واشینگتن، خواستار برگزاری انتخاباتی در ۱ اکتبر ۱۸۸۹ برای تصویب قانون اساسی ایالت و انتخاب سیاست‌مداران دولت جدید ایالتی شد. با ۴۰۱۵۲ رای موافق در مقابل ۱۱۸۷۹ قانون اساسی ایالت واشینگتن تصویب شد.